# Liste markanter und alter Baumexemplare in Nordrhein-Westfalen
Markante und alte Bäume in Nordrhein-Westfalen haben meist ein Alter zwischen 300 und 600 Jahren. Viele Dörfer haben sogenannte tausendjährige Eichen oder Linden, die bei näherer Untersuchung diesen Anspruch meist nicht erfüllen. Die Altersdaten beruhen meist auf Schätzung oder Überlieferung, nur wenige einzelne Bäume sind anhand von Quellen oder Kernbohrung verlässlich altersbestimmt (siehe auch Altersbestimmung von Bäumen). Darüber hinaus existieren einige Bäume, die schon deshalb besonders interessant sind, weil sie das älteste bekannt gewordene Exemplar einer Art oder das größte jemals bekannt gewordene Exemplar darstellen.
Siehe auch Kategorie Einzelbaum in Nordrhein-Westfalen.
| Bild                                 | Name                                        | Gattung/Art                  | Stamm- umfang | Höhe (m) | ungefähres Alter (Jahre) | Ort                                                                           | Landkreis                  | Besonderheiten |
| ------------------------------------ | ------------------------------------------- | ---------------------------- | ------------- | -------- | ------------------------ | ----------------------------------------------------------------------------- | -------------------------- | --- |
| Alte Eibe in Xanten (2012)           | Alte Eibe                                   | Eibe                         |               |          | > 1000                   | Xanten an der Polizeiwache Lage                                               | Kreis Wesel                | |
| Sturmius-Linde Helmern (2020)        | Alte Linde, auch Sturmius-Linde             | Sommerlinde                  | 6,00 m        | 18 m     | 530                      | Helmern (Bad Wünnenberg) Lage                                                 | Kreis Paderborn            | Bildstock mit Statue des Hl. Sturmius |
| Birke in Greffen (2024)              | Birke in Greffen                            | Hängebirke                   | 3,70 m        | 14 m     | 130                      | Greffen Lage                                                                  | Kreis Gütersloh            | Gehört weltweit zu den 10 dicksten Birken. Der Stamm ist sehr knorpelig verwachsen. Das Alter liegt geschätzt nahe am Ende des Lebensalters (Der Baum weist bereits starke Schäden auf) |
| Brockmöllers dicke Eiche (2008)      | Brockmöllers dicke Eiche                    | Stieleiche                   | 8,71 m        | 24 m     | 400                      | Hopsten Lage                                                                  | Kreis Steinfurt            | einer der ältesten Bäume in Westfalen |
|                                      | Küsten-Tanne am Limberg                     | Küsten-Tanne (Abies grandis) | 3,60 m        | 62 m     | 130 ± 2                  | Limberg, Preußisch Oldendorf Lage                                             | Kreis Minden-Lübbecke      | höchster Baum in Nordrhein-Westfalen |
| Clemens-August-Buchen (2007)         | † Clemens-August-Buchen                     | Buche                        |               |          | über 250                 | Botanischer Garten Bonn Botanischer Garten Lage exakte Baumposition unbekannt | Bonn (kreisfreie Stadt)    | die Bäume fielen 2007 dem Orkan Kyrill zum Opfer |
| weitere Bilder                       | Dicke Berta                                 | Traubeneiche                 | 5,74 m        | 25 m     | 700                      | Menden (Sauerland) Lage                                                       | Märkischer Kreis           | |
| Edelkastanie an Falkenlust (01.2024) | Edelkastanie am Schloss Falkenlust in Brühl | Edelkastanie                 | 6,88 m (2014) | 24 m     |                          | Schloss Falkenlust Brühl im Rheinland Lage                                    | Rhein-Erft-Kreis           | |
| weitere Bilder                       | Eibe auf Haus Rath                          | Eibe                         | 4,50 m        |          | 800–1000                 | Krefeld-Elfrath Lage                                                          | Krefeld (kreisfreie Stadt) | ältester Baum in Krefeld |
| weitere Bilder                       | Femeiche                                    | Eiche                        | 12 m          |          | 600–850                  | Raesfeld-Erle Lage                                                            | Kreis Borken               | eine der ältesten Eichen Deutschlands; Gerichtsbaum |
| weitere Bilder                       | Forster Linde                               | Linde                        | 9,5 m         |          | 1000                     | Aachen Stadtteil Forst Lage                                                   | Aachen (kreisfreie Stadt)  | Gerichtslinde |
| Friedhofslinde Oppenwehe (2010)      | Friedhofslinde in Stemwede-Oppenwehe        | Linde                        | 6,32 m        |          | 365                      | Stemwede-Oppenwehe Lage                                                       | Kreis Minden-Lübbecke      | „Friedenslinde“ zum Ende des Dreißigjährigen Krieges |
| 183x183pxHimmelssäulen Glindfeld     | Himmelssäulen Glindfeld                     | Douglasie                    | 3,6 m         | 59 m     | 137                      | Glindfeld Stadt Medebach Lage                                                 | Hochsauerlandkreis         | Baumreihe mit 38 Douglasien, deren höchste 59 m hoch ist |
| weitere Bilder                       | † Kaisers Buche                             | Rotbuche                     | 8,03 m        | 12 m     | 240–500                  | Schwafheim Stadt Moers Lage                                                   | Kreis Wesel                | 2015 gefällt, war eine der dicksten Buchen Deutschlands |
| Marieneiche (Decke Boom)             | Marieneiche (Decke Boom)                    | Eiche                        | 5,5 m         | 18 m     | 500                      | Stockheim bei Düren                                                           | Kreis Düren                | 2025 brach ein großer Teil des Baumes ab. Ob er überlebt ist nach diesem Vorfall nicht klar                                                                                             |
| weitere Bilder                       | Marienlinde                                 | Linde                        |               |          | 750                      | Telgte Lage                                                                   | Kreis Warendorf            | Das Telgter Marienbild wurde angeblich aus ihrem Holz geschnitzt. |
|                                      | Platane Haus Heyde                          | Ahornblättrige Platane       | 7,65 m        | 42 m     | 270–300                  | Uelzen                                                                        | Kreis Unna                 | größter Umfang in Nordrhein-Westfalen, als Championtree deklariert |
| BW                                   | Predigtulme                                 | Flatterulme                  | 9,04 m        |          | 400–600                  | in Raesfeld–Homer Lage                                                        | Kreis Borken               | Rastbaum am Pilgerweg mit früher eingebauter Kanzel |
| weitere Bilder                       | Priorlinde                                  | Linde                        |               |          | 1000                     | Priorei Stadt Hagen Lage                                                      | Hagen (kreisfreie Stadt)   | Gerichtslinde an altem Thingplatz |
| weitere Bilder                       | Spätpappel bei Büderich                     | Pappel                       | 8,85 m        |          | 145–195 > 265            | im NSG Rheinvorland bei Büderich Lage                                         | Kreis Wesel                | Am Absterben |
| 1000-jährige Eiche (2014)            | 1000-jährige Eiche                          | Eiche                        |               |          | 400–500                  | in Schloß Holte-Stukenbrock Lage                                              | Kreis Gütersloh            | Wappenbaum der Stadt Schloß Holte-Stukenbrock |
| 1000-jährige Linde (2009)            | 1000-jährige Linde, auch Kirchlinde         | Sommerlinde                  | 6,00 m        |          | 350–1000                 | in Reelkirchen Lage                                                           | Kreis Lippe                | |
| Teufelseiche (2009)                  | Teufelseiche in der Davert                  | Stieleiche                   | 3,10 m (2015) | 20 m     | ≈ 200                    | Davert bei Davensberg Gemeinde Ascheberg Lage                                 | Kreis Coesfeld             | Naturdenkmal Leitbaum im NSG Davert |
| weitere Bilder                       | Wittekind-Linde                             | Linde                        | 11 m          | > 30 m   | 320–900                  | in Elbrinxen Lage                                                             | Kreis Lippe                | |
| weitere Bilder                       | Zwölf-Apostel-Linde in Gehrden              | Winterlinde                  | 9,88 m (2013) | 22 m     | 370–800                  | Klostergarten in Gehrden Stadt Brakel Lage                                    | Kreis Höxter               | Naturdenkmal (ND-Nr. 15) |